# (6097) Koishikawa
(6097) Koishikawa es un asteroide perteneciente al cinturón de asteroides, región del sistema solar que se encuentra entre las órbitas de Marte y Júpiter, más concretamente a la familia de Vesta, descubierto el 29 de octubre de 1991 por Kin Endate y el también astrónomo Kazuro Watanabe desde el Observatorio de Kitami, Hokkaidō, Japón.

## Designación y nombre
Designado provisionalmente como 1991 UK2. Fue nombrado Koishikawa en homenaje a Masahiro Koishikawa, miembro del personal del Observatorio Astronómico de Sendai desde 1972. Ha realizado grandes esfuerzos para observar planetas mayores, planetas menores y cometas en la estación Ayashi del observatorio. También ha intentado desarrollar la conciencia pública de la astronomía como un proyecto educativo social.

## Características orbitales
Koishikawa está situado a una distancia media del Sol de 2,307 ua, pudiendo alejarse hasta 2,521 ua y acercarse hasta 2,092 ua. Su excentricidad es 0,093 y la inclinación orbital 6,133 grados. Emplea 1279,92 días en completar una órbita alrededor del Sol.

## Características físicas
La magnitud absoluta de Koishikawa es 13,3. Tiene 5,225 km de diámetro y su albedo se estima en 0,448. 